# حي السنيدية
السنيدية هو حي في محافظة الأحساء في المنطقة الشرقية في المملكة العربية السعودية.

## الموقع
يقع حي السنيدية في مدينة الهفوف بمحافظة الأحساء شمال حي الرقيقة وغرب حي المربدية.

## المرافق
بلدية الهفوف، ومسجد جعفر بن أبي طالب، وجامع المفقاعي، والابتدائيه الثامنه بالهفوف، ومسجد البوعلي، وجامع بوعيسى.